# Dekalog IX
Dekalog IX (Dekalog, dziewięć) – polski telewizyjny film psychologiczny z 1988 roku w reżyserii Krzysztofa Kieślowskiego, zrealizowany według scenariusza napisanego przezeń wraz z Krzysztofem Piesiewiczem. Jest to nominalnie dziewiąta część cyklu filmów Dekalog, reinterpretująca dziewiąte przykazanie Dekalogu: „Nie pożądaj żony bliźniego swego”, w realiach warszawskiego Ursynowa lat 80. XX wieku.

## Fabuła
Kardiochirurg Roman dowiaduje się od kolegi z pracy o swojej nieuleczalnej impotencji. Żona Romana, Hanka, która pracuje jako bileterka na lotnisku, próbuje go pocieszyć. Roman przez pewien czas nie orientuje się, że Hanka ma romans ze studentem fizyki Mariuszem, który chce zakończyć. Gdy podejrzenia Romana okazują się trafne, zaczyna on nie tylko podsłuchiwać rozmowy telefoniczne żony, ale także dorabia zapasowe klucze do mieszkania jej matki, w którym spotykają się kochankowie, i szpieguje ich z szafy. Kiedy po rozstaniu z kochankiem Hanka odkrywa go w kryjówce, nieoczekiwanie to zdarzenie zbliża do siebie parę, mimo początkowych wzajemnych wyrzutów i upokorzenia. Później jednak, gdy Hanka jedzie na narty do Zakopanego, student potajemnie ją śledzi. Zdając sobie sprawę, że jej mąż prawdopodobnie wie o wyjeździe Mariusza do Zakopanego i obawiając się, że może to zagrozić ich zbliżeniu, wsiada w pierwszy autobus do domu. Mimo to Roman, przekonany o kolejnej próbie zdrady ze strony małżonki, próbuje popełnić samobójstwo, skacząc przez rampę na rowerze. Hanka, przerażona po przeczytaniu listu pożegnalnego Romana, oczekuje najgorszego. Odbiera jednak telefon ze szpitala od Romana, który przechodzi rekonwalescencję .

## Obsada
- Piotr Machalica – Roman
- Ewa Błaszczyk – Hanna

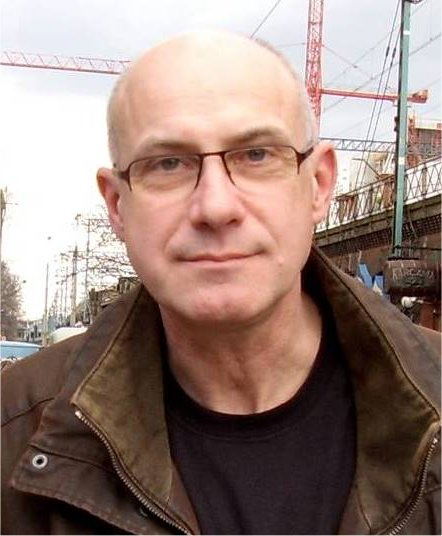
Piotr Machalica

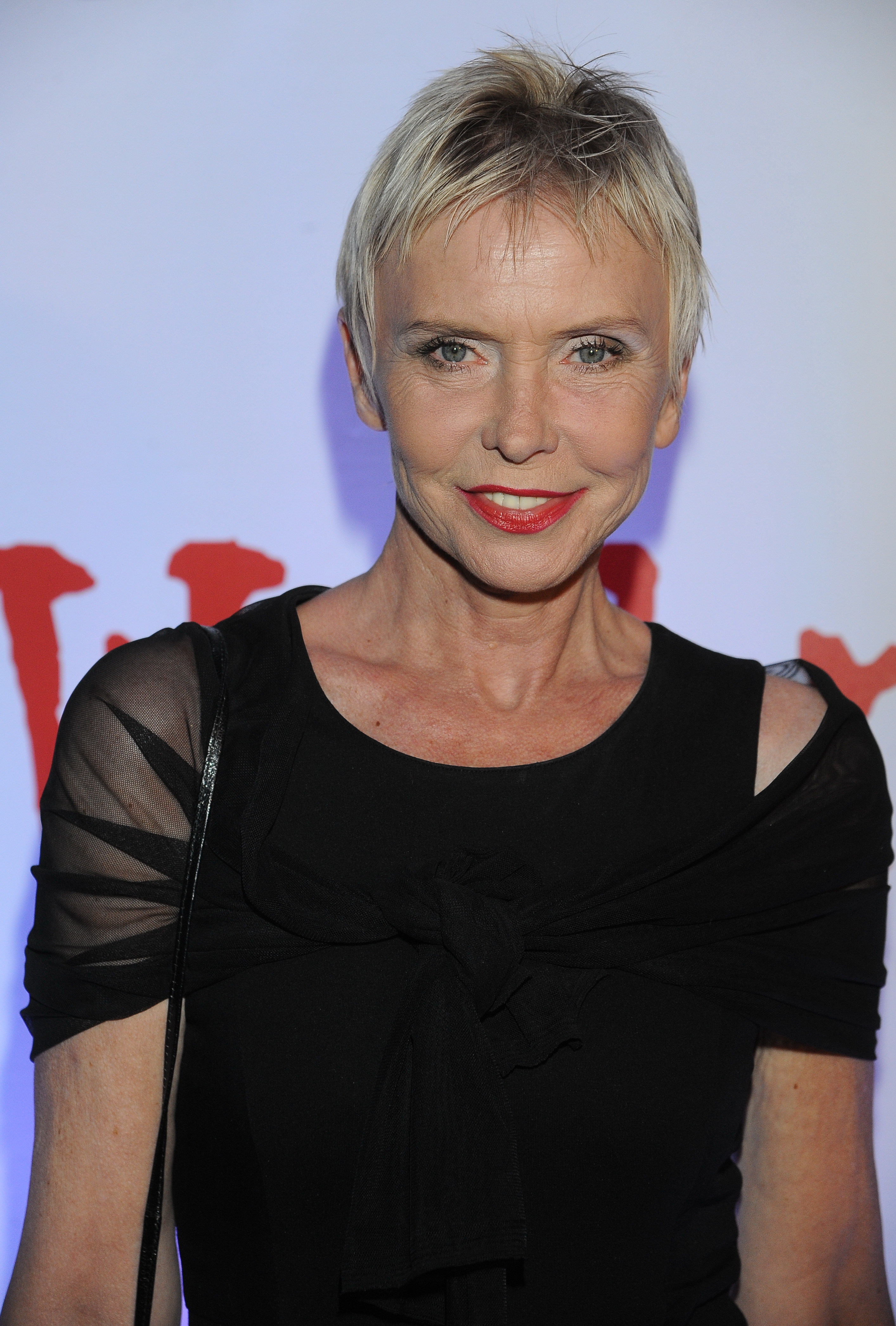
Ewa Błaszczyk

- Jolanta Piętek-Górecka – Ola, pacjentka Romana
- Jan Jankowski – Mariusz, kochanek Hanny
- Artur Barciś – rowerzysta
- Jerzy Trela – lekarz Mikołaj, kolega Romana
- Dariusz Przychoda – Janusz, pracownik biura KLM
- Małgorzata Boratyńska – pielęgniarka

## Produkcja
Dekalog IX jest nominalnie dziewiątą częścią cyklu filmów telewizyjnych Dekalog, nakręconych przez Krzysztofa Kieślowskiego według scenariusza napisanego przezeń wraz z adwokatem Krzysztofem Piesiewiczem. Pomysł na film wyszedł od Piesiewicza, który w Dekalogu IX zawarł wątek częściowo autobiograficzny:

Kiedy miałem dziewięć–dziesięć lat, małżeństwo moich rodziców przechodziło kryzys. […]. Czułem ciepło rodzicielskiej miłości, ale jednocześnie dostrzegałem symptomy zmian w relacji między matką a ojcem. Widziałem smutek malujący się na twarzy mamy. Bardzo to przeżywałem jako chłopiec, ale nie mogłem nic na to poradzić. Czułem bezsilność. Po jakimś czasie wszystko wróciło do normy. Kryzys został zażegnany.

Dekalog IX miał być pierwotnie dystrybuowany w rozszerzonej wersji kinowej (obok Krótkiego filmu o zabijaniu oraz Krótkiego filmu o miłości), do czego dążył dyrektor artystyczny Zespołu Filmowego „Tor” Krzysztof Zanussi. Roboczą nazwą kinowej wersji Dekalogu IX miał być Krótki film o cudzołóstwie albo Krótki film o zdradzaniu, lecz z powodu napiętego budżetu Dekalogu dziewiąta część cyklu mogła ukazać się jedynie w krótszej wersji telewizyjnej. Zdjęcia do filmu nakręcił operator Piotr Sobociński. Premiera telewizyjna Dekalogu IX odbyła się 29 czerwca 1990 roku.

## Odbiór
Marek Haltof zwracał uwagę, że „montaż filmu i zdjęcia Piotra Sobocińskiego sugerują niemal metafizyczną więź między dwoma bohaterami”. Annette Insdorf uważała, że Dekalog IX ze wszystkich części cyklu jest najbardziej hitchcockowski, o czym świadczy wzajemne napięcie między dwojgiem bohaterów pierwszoplanowych oraz motyw telefonów, które odgrywają ważną rolę w budowaniu dramaturgii. Dekalog IX mógł wywrzeć wpływ na Stanleya Kubricka, który w 1996 roku nakręcił film na podobny temat, Oczy szeroko zamknięte.